# 恋の浮島 (1982年の映画)
『恋の浮島』（こいのうきしま、A Ilha dos Amores）は、1982年に公開されたパウロ・ローシャ監督の日本とポルトガルの合作映画。
1982年第35回カンヌ国際映画祭コンペティション部門に出品された。
1898年から31年間、日本に在住し日本文化を紹介し続けたポルトガル人文筆家のヴェンセスラウ・デ・モラエスの生涯を描いた作品。

## スタッフ
以下のスタッフ名はKINENOTEに従った。
- 監督 - パウロ・ローシャ
- 脚本 - パウロ・ローシャ
- 台詞 - ジョルジュ・ルイザ・ネト(Jorge L. Neto)、羽田澄子、渡辺守章、載震嗣
- 製作 - 高野悦子、パウロ・ローシャ
- 撮影 - 岡崎宏三、アカシオ・デ・アルメイダ（英語版）、エルソ・ローク（ポルトガル語版）
- 美術 - クリスティナ・レイス、坂口武玄
- 音楽 - パウロ・ブランダオン(Paulo Brandão)
- 編集 - 菅野善雄
- 助監督 - Camilo de Azevedo、渡辺範雄、小泉尭史、浅尾政行、山口巧、呉石

## キャスト
- ルイス・ミゲル・シントラ（英語版）[2][6] - ヴェンセスラウ・デ・モラエス[6]
- クララ・ジュアナ[2](Clara Joana)[6] - イザベル / ヴィーナス[6]
- ジタ・ドゥアルテ（ポルトガル語版）[2][6] - フランチェスカ[6]
- ジョルジュ・シルヴァ・メロ（英語版）[2][6] - 画家[6]
- パウロ・ローシャ - カミーロ・ペサーニャ（英語版）[6]
- 三田佳子[2] - おヨネ[6]
- 村雲敦子[2] - コハル[6]
- 豊川潤 - 浅太郎[2][6]
- Erl Tenni[6]
- 王萊[1]（ワン・ライ、Lai Wang)[6] - 中国人の母[6]
- 山部由香里[2]